# Henry FitzRoy, 1:e hertig av Grafton
Henry FitzRoy, 1:e hertig av Grafton, KG, född 28 september 1663, död 9 oktober 1690, var en utomäktenskaplig son till kung Karl II av England och Barbara Villiers, hertiginna av Castlemaine.

## Biografi
Henry FitzRoy uppfostrades till sjöman och deltog vid belägringen av Luxemburg 1684. Vid kung Jakob II:s kröning var han Lord High Constable. I hertigen av Monmouths uppror ledde han de kungliga trupperna i Somerset. Men senare samarbetade han med John Churchill och slöt sig till Vilhelm av Oranien för att störta kungen i revolutionen 1688.
År 1680 utnämndes han till riddare av Strumpebandsorden.
Han dog av en skada han fick vid stormningen av Cork, där han ledde Vilhelms trupper.

### Familj
Henry FitzRoy gifte sig 1679 (?) med lady Isabella Bennet (1666–1723), dotter till Henry Bennet, 1:e earl av Arlington.
Barn:
- Charles Fitzroy, 2:e hertig av Grafton (1683-1757), gift med lady Henrietta Somerset (1690–1726)